# Nuages
Nuages (francese per "nuvole") è una delle composizioni più famose di Django Reinhardt, il quale ne registrò tredici diverse versioni. È considerata uno standard jazz nel repertorio gipsy jazz. Vennero in seguito aggiunte le parole in inglese e in francese al pezzo originalmente strumentale. Nel 2004 è stata prodotta anche una versione del testo in italiano dal cantautore Pino Daniele.
1940 = Versione originale (solo musica), di: Django Reinhardt & Quintette du Hot Club de France 

1942 = Prima versione (con testo Francese di: Jacques LaRue) Nuages, di: Lucienne Delyle 

1942 = Prima versione (con testo Inglese di: Spencer Williams) It's the Bluest Kind of Blues My Baby Sings, di: Denny Dennis 

2004 = Prima versione (con testo Italiano di: Pino Daniele) Nuages sulle note, di: Pino Daniele 

1993 = Incisa anche da Mina (parte di un Medley) in Francese nell'album Lochness.